# Четврта изложба УЛУС-а (1947)
Четврта изложба УЛУС-а (1947) је трајала у периоду од 15. јуна до 15. јула 1947. године. Одржана је у галеријском простору Удружења ликовних уметника Србије односно у Уметничком павиљону "Цвијета Зузорић", у Београду.

## Оцењивачки одбор
Чланови оцењивачког одбора били су:
1. Боривоје Стевановић
2. Иван Радовић
3. Љубица Сокић
4. Петар Палавичини
5. Миливој Николајевић
6. Бранко Шотра

## Излагачи
Уметници чији су радови представљени на овој изложби су:
1. Анте Абрамовић
2. Бојана Беквалов
3. Михаил Беренђија
4. Никола Бешевић
5. Петар Бибић
6. Олга Богдановић
7. Боривој Бранковић
8. Павле Васић
9. Аделина Влајнић
10. Живојин Влајнић
11. Бета Вукановић
12. Бошко Вукашиновић
13. Милош Вушковић
14. Слободан Гавриловић
15. Недељко Гвозденовић
16. Драгомир Глишић
17. Милош Голубовић
18. Никола Граовац
19. Винко Грдан
20. Дана Докић
21. Радмила Ђорђевић
22. Олга Жежељ
23. Милка Живановић
24. Јован Зоњић
25. Божа Илић
26. Јанда Јозо
27. Бошко Јовановић
28. Гордана Јовановић
29. Деса Јовановић Глишић
30. Вера Јосифовић
31. Бошко Карановић
32. Првослав Караматијевић
33. Милан Кечић
34. Јарослав Кратина
35. Драга Крижанић
36. Пјер Крижанић
37. Бранко Крстић
38. Енвер Крупић
39. Јован Кукић
40. Александар Кумрић
41. Рајко Леви
42. Ђорђе Лобачев
43. Иванка Лукић
44. Светолик Лукић
45. Иван Лучев
46. Вера Матић Јоцић
47. Александар Милосављевић
48. Предраг Милосављевић
49. Бата Михајловић
50. Љубиша Наумовић
51. Миливој Николајевић
52. Петар Омчикус
53. Лепосава Павловић
54. Јефто Перић
55. Михајло Петров
56. Зора Петровић
57. Јелисавета Петровић
58. Миодраг Петровић
59. Васа Поморишац
60. Ђорђе Поповић
61. Зора Поповић
62. Миодраг Поповић
63. Мирко Почуча
64. Протић Миодраг
65. Раднић Божидар
66. Радовић Владимир
67. Иван Радовић
68. Милан Радоњић
69. Душан Ристић
70. Глигорије Самојлов
71. Здравко Секулић
72. Љубица Сокић
73. Бранко Станковић
74. Вељко Станојевић
75. Вукосава Станојевић
76. Боривоје Стевановић
77. Едуард Степанчић
78. Живко Стојсављевић
79. Светислав Страла
80. Ђорђе Теодоровић
81. Стојан Трумић
82. Вера Ћирић
83. Милорад Ћирић
84. Коста Хакман
85. Сабахадин Хоџић
86. Антон Хутер
87. Христифор Црниловић
88. Милица Чађевић
89. Александар Челебоновић
90. Милан Четић
91. Вера Чокаџић
92. Миленко Шербан
93. Илија Шобајић
94. Бранко Шотра
95. Младен Јосић

### Пластика
1. Стеван Боднаров
2. Фран Минегело Динчић
3. Лојзе Долинар
4. Владимир Загородњук
5. Илија Коларовић
6. Милован Крстић
7. Живорад Михајловић
8. Трифун Мркшић
9. Божидар Обрадовић
10. Петар Палавичини
11. Владета Петрић
12. Славка Петровић Средовић
13. Спасић
14. Ристо Стијовић
15. Сретен Стојановић
16. Марин Студин
17. Радивој Суботички